# Guy Bertin
Guy Bertin (Aix-les-Bains, 25 novembre 1954) è un pilota motociclistico francese ritiratosi dall'attività agonistica.

## Carriera
Per quanto riguarda le competizioni del motomondiale ha vinto 6 gran premi e nel 1980 si è laureato vicecampione del mondo nella classe 125 alle spalle di Pier Paolo Bianchi.
Il suo esordio risale alla motomondiale 1977 della classe 250, in occasione del Gran Premio motociclistico di Francia ed in sella ad una Yamaha; da quel momento cominceranno le sue presenze nelle gare iridate per 12 anni, fino al motomondiale 1988.
Ha gareggiato perlopiù in classe 250 ma ha annoverato anche varie presenze in quella inferiore della 125 (dove peraltro raccolse tutte le sue 6 affermazioni singole e i suoi 12 podi) e in quella superiore delle 350. Nella classe regina delle 500 fece un'unica apparizione nel 1982 ma senza raccogliere un buon risultato.
Durante la sua carriera è stato pilota ufficiale di varie case motociclistiche, in particolare di Yamaha, Motobécane, MBA e Sanvenero.
Oltre che nel campionato mondiale, la sua attività è stata per molto tempo rivolta alle gare di durata in motocicletta e nel suo palmarès vi sono molte partecipazioni al Bol d'Or con la vittoria nel 1983 e diverse presenze nel Campionato mondiale Endurance.

## Risultati nel motomondiale

### Classe 125
| 1979 | Classe | Moto       |   |   |   |   |   |   |   |   |     |   |   |   |   |  | Punti | Pos. |
| ---- | ------ | ---------- | - | - | - | - | - | - | - | - | --- | - | - | - | - |  | ----- | ---- |
| 1979 | 125    | Motobécane | - | - | - | - | - | - | - | - | Rit | - | 3 | 1 | 1 |  | 40    | 6º   |

| 1980 | Classe | Moto       |   |     |     |   |   |   |     |     |   |   |  |  |  |  | Punti | Pos. |
| ---- | ------ | ---------- | - | --- | --- | - | - | - | --- | --- | - | - |  |  |  |  | ----- | ---- |
| 1980 | 125    | Motobécane | 2 | Rit | Rit | 1 | 2 | 2 | Rit | Rit | 1 | 1 |  |  |  |  | 81    | 2º   |

| 1981 | Classe | Moto      |     |   |     |   |   |   |   |    |    |     |   |     |   |    | Punti | Pos. |
| ---- | ------ | --------- | --- | - | --- | - | - | - | - | -- | -- | --- | - | --- | - | -- | ----- | ---- |
| 1981 | 125    | Sanvenero | Rit | - | Rit | 1 | 2 | - | - | 10 | NE | Rit | - | Rit | 2 | NE | 40    | 6º   |

| Legenda | 1º posto        | 2º posto            | 3º posto            | A punti      | Senza punti        | Grassetto – Pole position Corsivo – Giro più veloce |
| Legenda | Gara non valida | Non qual./Non part. | Ritirato/Non class. | Squalificato | '-' Dato non disp. | Grassetto – Pole position Corsivo – Giro più veloce |

### Classe 250
| 1977 | Classe | Moto   |   |    |   |   |     |   |     |   |     |   |   |    |   |  |  | Punti | Pos. |
| ---- | ------ | ------ | - | -- | - | - | --- | - | --- | - | --- | - | - | -- | - |  |  | ----- | ---- |
| 1977 | 250    | Yamaha | - | NE | - | - | Rit | 5 | Rit | - | Rit | - | - | 10 | 7 |  |  | 11    | 18º  |

| 1978 | Classe | Moto   |   |   |    |    |     |   |    |   |   |     |    |    |   |  |  | Punti | Pos. |
| ---- | ------ | ------ | - | - | -- | -- | --- | - | -- | - | - | --- | -- | -- | - |  |  | ----- | ---- |
| 1978 | 250    | Yamaha | - | - | NE | 10 | Rit | - | NQ | - | - | Rit | 19 | 11 | - |  |  | 1     | 28º  |

| 1979 | Classe | Moto   |   |    |   |     |     |   |   |   |   |   |   |     |     |  |  | Punti | Pos. |
| ---- | ------ | ------ | - | -- | - | --- | --- | - | - | - | - | - | - | --- | --- |  |  | ----- | ---- |
| 1979 | 250    | Yamaha | - | NE | 5 | Rit | Rit | - | - | - | - | - | - | Rit | Rit |  |  | 6     | 24º  |

| 1983 | Classe | Moto |  |  |  |  |  |  |    |   |  |  |  |    |  |  |  | Punti | Pos. |
| ---- | ------ | ---- |  |  |  |  |  |  | -- | - |  |  |  | -- |  |  |  | ----- | ---- |
| 1983 | 250    | MBA  |  |  |  |  |  |  | 10 | 5 |  |  |  | NE |  |  |  | 7     | 20º  |

| 1984 | Classe | Moto |  |  |  |   |  |  |  |   |   |  |   |  |  |  |  | Punti | Pos. |
| ---- | ------ | ---- |  |  |  | - |  |  |  | - | - |  | - |  |  |  |  | ----- | ---- |
| 1984 | 250    | MBA  |  |  |  | 4 |  |  |  | 5 | 5 |  | 8 |  |  |  |  | 23    | 11º  |

| 1985 | Classe | Moto    |    |  |  |  |  |    |  |    |  |  |  |    |  |  |  | Punti | Pos. |
| ---- | ------ | ------- | -- |  |  |  |  | -- |  | -- |  |  |  | -- |  |  |  | ----- | ---- |
| 1985 | 250    | Malanca | NQ |  |  |  |  | NP |  | 15 |  |  |  | 18 |  |  |  | 0     |      |

| 1987 | Classe | Moto  |    |    |     |    |    |    |    |     |    |    |    |    |    |    |    | Punti | Pos. |
| ---- | ------ | ----- | -- | -- | --- | -- | -- | -- | -- | --- | -- | -- | -- | -- | -- | -- | -- | ----- | ---- |
| 1987 | 250    | Honda | 16 | 11 | Rit | 10 | 16 | 17 | 12 | Rit | 20 | 18 | 21 | 18 | 16 | 16 | 11 | 1     | 25º  |

| 1988 | Classe | Moto   |  |  |    |    |    |    |    |  |    |    |    |  |    |    |    | Punti | Pos. |
| ---- | ------ | ------ |  |  | -- | -- | -- | -- | -- |  | -- | -- | -- |  | -- | -- | -- | ----- | ---- |
| 1988 | 250    | Yamaha |  |  | 21 | NQ | NQ | NQ | 17 |  | 11 | 16 | 19 |  | NQ | NQ | 19 | 5     | 35º  |

| Legenda | 1º posto        | 2º posto            | 3º posto            | A punti      | Senza punti        | Grassetto – Pole position Corsivo – Giro più veloce |
| Legenda | Gara non valida | Non qual./Non part. | Ritirato/Non class. | Squalificato | '-' Dato non disp. | Grassetto – Pole position Corsivo – Giro più veloce |

### Classe 350
| 1977 | Classe | Moto   |   |    |   |   |   |   |   |   |    |   |   |     |   | Punti | Pos. |
| ---- | ------ | ------ | - | -- | - | - | - | - | - | - | -- | - | - | --- | - | ----- | ---- |
| 1977 | 350    | Yamaha | - | AN | - | - | - | - | - | - | NE | - | - | Rit | - | 0     |      |

| 1978 | Classe | Moto   |   |    |   |     |   |   |    |   |   |     |   |    |   | Punti | Pos. |
| ---- | ------ | ------ | - | -- | - | --- | - | - | -- | - | - | --- | - | -- | - | ----- | ---- |
| 1978 | 350    | Yamaha | - | NE | - | Rit | - | - | NE | - | 6 | Rit | - | 11 | - | 5     | 18º  |

| Legenda | 1º posto        | 2º posto            | 3º posto            | A punti      | Senza punti        | Grassetto – Pole position Corsivo – Giro più veloce |
| Legenda | Gara non valida | Non qual./Non part. | Ritirato/Non class. | Squalificato | '-' Dato non disp. | Grassetto – Pole position Corsivo – Giro più veloce |

### Classe 500
| 1982 | Classe | Moto      |    |    |     |     |  |    |    |     |  |     |    |    |  |  |  | Punti | Pos. |
| ---- | ------ | --------- | -- | -- | --- | --- |  | -- | -- | --- |  | --- | -- | -- |  |  |  | ----- | ---- |
| 1982 | 500    | Sanvenero | 19 | NQ | Rit | Rit |  | 22 | 14 | Rit |  | Rit | NE | NE |  |  |  | 0     |      |

| Legenda | 1º posto        | 2º posto            | 3º posto            | A punti      | Senza punti        | Grassetto – Pole position Corsivo – Giro più veloce |
| Legenda | Gara non valida | Non qual./Non part. | Ritirato/Non class. | Squalificato | '-' Dato non disp. | Grassetto – Pole position Corsivo – Giro più veloce |